# Pherusa arenosa
Pherusa arenosa är en ringmaskart som först beskrevs av Webster 1879.  Pherusa arenosa ingår i släktet Pherusa och familjen Flabelligeridae. Inga underarter finns listade i Catalogue of Life.